# Mun Yee Leong
Mun Yee Leong (Malasia, 4 de diciembre de 1984) es una clavadista o saltadora de trampolín malaya especializada en plataforma de 10 metros, donde consiguió ser medallista de bronce mundial en 2009 en los saltos sincronizados.

## Carrera deportiva
En el Campeonato Mundial de Natación de 2009 celebrado en Roma (Italia) ganó la medalla de bronce en los saltos sincronizados desde la plataforma de 10 metros, tras las chinas y las estadounidenses, siendo su compañera de salto Pandelela Rinong Pamg; y en el Campeonato Mundial de Natación de 2013 de Barcelona volvió a ganar el bronce en la misma prueba.